# Armin de Lippe
Armin Leopold Ernst Bruno Heinrich Willa August Prinz zur Lippe (né le 18 août 1924 à Detmold et mort le 20 août 2015 dans la même ville) est un entrepreneur allemand et chef de la maison Lippe de 1949 jusqu'à sa mort.

## Famille
Armin de Lippe est le quatrième fils du dernier prince régnant Léopold IV (1871-1949) et de sa seconde épouse la princesse Anne d'Isembourg et Büdingen (en) (1886-1980), fille du prince Bruno d'Isembourg et Büdingen (en) et de son épouse Berta de Castell-Rüdenhausen. Le 12 novembre 1918, le prince Léopold IV doit renoncer au trône. Le château de Detmold reste la propriété de la famille qui y vit toujours aujourd'hui. Par l'intermédiaire de son cousin Bernhard de Lippe-Biesterfeld (1911–2004), Armin est un parent du roi des Pays-Bas Willem-Alexander.
Après la mort de son père en 1949, son demi-frère aîné, Ernest de Lippe (de) (1902-1987), issu du premier mariage de son père avec Bertha, princesse de Hesse-Philippsthal-Barchfeld (1874-1919), est exclu de la succession dans le testament. Au lieu de cela, Armin est nommé successeur. Conformément au souhait de son père, il prend en 1949 le nom de Fürst zur Lippe. Lorsque l'autorité compétente a voulu inscrire le nouveau nom sur son permis de conduire, le ministère de l'Intérieur de Rhénanie du Nord-Westphalie est intervenu. Fin 1950, une décision de détermination du nom stipule que le nom Prinz zur Lippe s'applique également au chef de la maison Lippe.
Le 27 mars 1953 à Göttingen, le prince Armin de Lippe épouse la scientifique et future philanthrope Traute Becker (née le 16 février 1925 à Hänigsen (de) et morte le 25 février 2023), docteur en biologie, fille de Gustav Becker et Charlotte Meyer. De ce mariage naît un unique fils : 
- Stephan de Lippe (né en 1959), qui a épousé en 1994 la comtesse Maria de Solms-Laubach (née en 1968) et dont sont issus trois fils et deux filles.

Après avoir obtenu son diplôme d'études secondaires, avoir servi dans la Luftwaffe et être fait prisonnier, Armin de Lippe obtient un diplôme scientifique à l'université de Göttingen. En 1954, il obtient son doctorat auprès de Richard Harder (de) avec une thèse sur la physiologie végétale.
Armin, prince de Lippe gère l'héritage de la maison princière (Fürstliche-Lippische Zentralverwaltung GbR) en étroite collaboration avec son fils Stephan. Il s'intéresse vivement à la vie publique de sa région et occupe de nombreux postes honorifiques. Il est notamment président d'honneur du conseil d'administration de l'association artistique « Lippische Gesellschaft für Kunst », qu'il a cofondée. Depuis la création de l'association de soutien au Théâtre national de Detmold (de) (1970), il est également membre du conseil d'administration de l'association et a également été l'un des conservateurs du dortoir "Die Burse " de l'église Lippische Landeskirche de Detmold, où les membres des religions les plus diverses de l'Université technique d'Ostwestfalen-Lippe (de), à Lemgo et de l'Académie de musique de Detmold vivent dans une communauté internationale. Le président fédéral a décerné au prince de Lippe la croix fédérale du mérite de première classe en 1999.
Lui et sa femme rejoignent l'Association des Objecteurs de Conscience (de) en 1959.

## Écrits (sélection)
- Lopshorn. Une chronique, des valeurs traditionnelles, des briques pour l'avenir . Maison d'édition Topp + Möller, Detmold 2004,  (ISBN 3-936867-08-9) .
- avec Gerhard Peters : Palais de résidence princier Detmold. Topp + Möller, Detmold 2008,  (ISBN 978-3-936867-24-4) .